# 天誅上等!! -金時坂マンション裏組合-
『天誅上等!! -金時坂マンション裏組合-』（てんちゅうじょうとう!!-きんときざかマンションうらくみあい-）は、富永裕美による日本の漫画作品。『BE・LOVE』（講談社）にて2009年第5～7号、第11～13号に連載された。単行本は全1巻。

## あらすじ
世の中悪い奴等が多すぎる!!そうお嘆きの方に代わり立ち上がった5人の戦士、主婦・麗子、女優・マリ、マネージャー・寺山、OL・楓、医大生・公一、昭和時代に建てられたちょっと古い高級マンションを根城にご近所(金時坂1～3丁目)限定の平和を守るため活動中!!

## 登場人物

### 金時坂マンション管理裏組合役員
美木 麗子（みき れいこ）
オーナーに裕福な年配者の多い築30年の高級マンション・金時坂マンション202号室の住人で専業主婦。年齢はぎりぎり30代(39歳)。正義感が強く相手に対しストレートに間違いを注意しなければ気がすまない性分である。息子からは注意の仕方が「子供の喧嘩」と言われている。小学生の時に柔道を少々かじっていたので護身程度の格闘術ができる。
諏訪川 マリ（すわかわ まり）
金時坂マンション501号室の住人で女優。本名：山田マリ。年齢は推定50歳すぎ。変装の名人。
寺山（てらやま）
諏訪川マリのマネージャー兼お抱え運転手。(マンション住人ではない)
宝亀 公一（ほうき こういち）
金時坂マンション404号室の住人で医大生。年齢は19歳。祖父が神戸で病院をやっており404号室も祖父名義である。
守野 楓（もりの かえで）
金時坂マンション302号室の住人でOL。年齢は27歳。絵が上手くて人の顔は一度見たら忘れないので似顔絵はお手の物、又ルックスに似合わずキレ者で探偵なみの情報収集力を持つ。その情報収集能力を使いあらゆる情報・データーを収集し、緻密な計画を立て株に投資して部屋を購入した。

### 金時坂マンション住人・その他
麗子の夫（れいこのおっと）
他の部屋のオーナーと違い、自分の勤める会社からマンションの部屋を社宅代わりに借りている。妻・麗子の役員活動を心配しながら見守っている。
麗子の息子（れいこのむすこ）
中学生。母・麗子からは「祐くん」と呼ばれているが正式な名前なのか愛称なのかは不明。
佐々川（ささがわ）
金時坂マンション管理組合の前会長。
鈴木（すずき）
老人の女性で金時坂マンションの住人(部屋番号不明)。出かける際に原付バイクに乗った男に亡夫の写真が入っている財布をバッグごとひったくられる。
高橋（たかはし）
金時坂マンション401号室の住人。孫のカナが2ヶ月前からストーカーされ変な手紙まで投函されるようになり、妻と2人でカナの登校・下校時の駅までの送り迎えをしている状態で裏組合にストーカー犯を捕まえて欲しいと頼み込む。
カナ（かな）
高橋の孫。両親は2年の予定で海外赴任しているので、その間祖父母の元に預けられている。ストーカーの為一人で外出できなくなってしまう。
野村 ケンジ（のむら けんじ）
カナを電車内で見かけ一目惚れしてストーキングしていた男。
河村 咲子（かわむら さきこ）
金時坂マンション303号室の住人で講談商事勤務のキャリア職。年齢は45歳独身。「涼の夢(ハリウッド俳優)が私の夢」の一念で春日涼に入れあげ完全に「男に貢ぐ女」状態で、自室を借金の抵当に入れそれでも足らずマンションの絵画や備品等を盗んで換金してまで貢いでいた。
春日 涼（かすが りょう）
紅あずま4丁目に住む咲子が入れあげた男性。イタリア車を乗り回し咲子には役者志望と言いアクターズスクールの授業料と称して金を貢がせていた。咲子以外にも貢がせている女性がいる。
立川（たちかわ）
金時坂マンションに引っ越してきた新住人。マンション住人の奥様方の井戸端会議で「高橋さんの隣かしら？」などと言われていたので部屋番号は402号室と思われる。
佐々木 順二（ささき じゅんじ）
金時坂3丁目27-9に住む20歳の3浪予備校生でフィギュアおたく。両親は2年前に九州に転勤。当初連続放火犯と疑われる。
佐々木 順一（ささき じゅんいち）
金時坂3丁目27-9に住む20歳のT大3回生。順二とは双子で順一は兄である。連続放火事件の真犯人。
田坂 源太郎（たさか げんたろう）
5年前に入居した金時坂マンション310号室の住人。年齢は70歳。不動産業で身を興し一代で巨万の財を築いた苦労人ある、その為かすこぶるケチで人付き合いが悪いらしい。5年前に妻を亡くし現在は一人暮らし。親類・縁者もなく天涯孤独の身である。
ウィリアム（うぃりあむ）
諏訪川マリが異臭騒ぎの捜索の為、動物プロダクションから借りてきた元警察犬で犬種はエアデールテリア。
金時坂下書店の店主（きんときざかしたしょてんのてんしゅ）
町の書店の趣がおる本屋の主。今は亡き妻と2人で店をやってきたが、気のいい性格が災いしてか店の書籍が万引きに合うようになり、もし赤字になれば店をたたむつもりである。
木村 麻美（きむら まみ）・竹田 玲緒菜（たけだ れおな）・北山 茗理（きたやま めいり）
お嬢様学校・講談女学院の中学生。万引きの常習犯である。

## 単行本
- KCDX講談社全1巻
ISBN 978-4-06-375790-3